# Gourmet Chef
Gourmet Chef est un jeu de cuisine édité et développé par Ubisoft en 2008 sur Nintendo DS.
Le joueur incarne un cuisinier qui doit préparer des plats raffinés.

## Accueil
- IGN : 7/10[1]